# Clément Secchi
Clément Secchi (Aix-en-Provence, 4 maggio 2000) è un nuotatore francese, specializzato nello stile farfalla.

## Biografia
Ha rappresentato la nazionale ai campionati mondiali di nuoto di Budapest 2022 si è classificato 23º nei 100 m farfalla.
Ai campionati europei di nuoto di Roma 2022 ha vinto la medaglia d'argento nella staffetta 4 × 100 m misti con Yohann Ndoye-Brouard, Mewen Tomac, Antoine Viquerat, Maxime Grousset e Charles Rihoux. Nei 50 m farfalla è stato eliminato in batteria mentre nei 100 m in semifinale. È stato schierato in batteria alla staffetta mista 4 × 100 m misti che ha quadagnato la qualificazione alla finale; non è poi sceso in acqua nella finale chiusa al 6º posto.

## Palmarès
- Giochi olimpici

Parigi 2024: bronzo nella 4x100m misti.
- Mondiali

Singapore 2025: argento nella 4x100m misti.
- Europei

Roma 2022: argento nella 4x100m misti.